# Martha Pacheco
Martha Pacheco (Guadalajara, Jalisco, 10 de diciembre de 1957-Guadalajara, 1 de noviembre de 2021) fue una artista visual mexicana. Realizó obra en técnicas como grabado, pintura y escultura.

## Biografía
Realizó estudios en la Escuela Normal de Occidente, una vez graduada como maestra, ingresó la Universidad de Guadalajara para cursar la carrera de Pintura en 1976.
Recibió influencia de varios profesores, entre ellos, Francisco Rodríguez "Caracalla" (pintura), Jesús Mata (grabado), y Rafael Zamapirra (escultura). Por invitación del pintor Javier Campos Cabello, ingresó al Taller de Investigación Visual en 1982.
En la casa de Cultura Jalisciense realizó su primera exposición individual en 1982, pero su verdadero despegue se dio en los años noventa, en donde participó con la Galería Jorge Álvarez, y la Galería Gabriel Flores, de la Universidad de Guadalajara. Fue en ese año, 1994 cuando expuso la serie "Los exiliados del Imperio de la razón" y dibujos de la serie "Los Muertos", cuyo proceso comenzó con referencia a imágenes de revistas como Alarma o Enlace Político.
Expuso en el Museo de Arte Carrillo Gil en 1997.
En 1999 presentó la muestra "Sin ningún pudor" en el Museo de las artes de la Universidad de Guadalajara.
Expuso en distintos recintos culturales de México y de países como Estados Unidos y Francia. Su obra está en colecciones de museos como el Museo de Arte Moderno de la Ciudad de México y el Museo de Arte Moderno de la Universidad de Guadalajara. Según la crítica de arte Teresa del Conde, Pacheco fue "una de las pintoras contemporáneas más celebradas y legitimadas desde hace tiempo, tanto en su lugar de origen, como a escala nacional".
Su obra en dibujo y pintura toma de las realidades humanas, como los cadáveres, esa diversificación de la lecturas y la estratificación del lenguaje.
«Por tanto, más allá de la representación fiel de modelos físicos, estos “retratos” de cadáveres no reclamados, sin más señas de identidad que las circunstancias de su extravío, dibujados a partir de fotografías documentales del Servicio Médico Forense, poseen potencial de signos de un malestar creciente, tanto para erigir su especificidad en reflejo de una condición global, como para planteo reflexivo sobre el ser y su corporeidad, o bien, sobre la posesión y el despojo, o el súbito paso de sujeto a objeto, o en fin, sobre la falacia de la integridad humana.»

## Muerte
Martha Pacheco murió, concordantemente con uno de los grandes temas en su obra, la muerte, el día 1 de noviembre (Día de Muertos en México junto con el 2 de noviembre) de 2021 en la ciudad de Guadalajara, México, a consecuencia de cáncer.

## Premios y reconocimientos
- 1987 - Primer premio en el VII Encuentro de Arte Joven, Aguascalientes
- 1989 - Primer lugar de pintura, Salón de Octubre Guadalajara
- 1989 - Primer premio, categoría Dibujo, Bienal José Clemente Orozco
- 1996 - Mención honorífica. Concurso de adquisición internacional organizado por el Museo de Arte Contemporáneo de Monterrey
- 1998 - Obra seleccionada para la exposición " Ocho Artistas Jaliscienses" en Washington, Instituto Cultural Mexicano de Washington